# 新界區專線小巴57K線
新界區專線小巴57K線是一條由友文投資旗下的友好企業營辦的小巴路線，前營辦商為冠榮車行旗下上水專線小巴，來往上水站及唐公嶺，並設特別班次來往上水站及蕉徑（彭屋村）。

## 歷史
- 1985年11月15日：運輸署公開招標11組共24條專綫小巴新路線，此線與17線（第一代）及18S線（即現今58K及58S線）編為同一組。[1]
- 1986年8月28日：前身16線投入服務，以取代鄉村車服務。[2]初時總站設於上水（新成路）。
- 1987年3月31日：增設來往蕉徑的特別班次。
- 1988年1月29日：配合北區專綫小巴重組，路線編號改為57K，同時上水區總站遷往上水站。[3]
- 2011年：因應蕉徑路路面擴闊工程完成，來往蕉徑之特別班次延長至蕉徑彭屋村。[4]
  - 該特別班次延長至彭屋村之前，小巴會在粉錦公路營盤村路口調頭，並以粉錦公路北行蕉徑巴士站為終點站。
- 2014年，有傳媒揭發此線脫班問題。[5]同年秋季，此問題再次被報導（而且還牽涉50系及51K小巴）[6]

## 服務時間及班次
來往唐公嶺的常規班次
- 每日上水站開：06:00-23:30，8-30分鐘一班
- 每日唐公嶺開：06:00-23:45，8-30分鐘一班

來往蕉徑的特別班次
- 每日上水站開：06:00-23:00，8-30分鐘一班

## 收費
- 全程收費：$8.5（2025年2月17日前優惠收費：$8.0）
- 學生優惠收費：$4.2

## 行車路線
來往唐公嶺的常規班次
- 往唐公嶺方向，駛經：新運路、新豐路、寶運路、寶石湖路、粉錦公路、蓮塘尾村通道及唐公嶺村通道。
- 往上水站方向，駛經：唐公嶺通路、粉錦公路、寶石湖路、寶運路、新豐路、龍琛路及龍運街。

來往蕉徑的特別班次
- 駛經：新運路、新豐路、寶運路、寶石湖路、粉錦公路、蕉徑路、粉錦公路、寶石湖路、寶運路、新豐路、龍琛路及龍運街。

綠色字為鄉郊路段，不影響行車安全時沿途皆可上落客。